# Тяпугин, Вадим Владимирович
Вадим Владимирович Тяпугин (30 апреля 1944, Киров, РСФСР — 20 августа 2016, Киров, Российская Федерация) — советский и российский тренер по хоккею с мячом и футболу, заслуженный тренер России.

## Биография
В  1957 г. начал заниматься футболом и хоккеем в детской команде «Динамо». 
По завершении спортивной карьеры перешел на тренерскую работу. В 1968 г. окончил факультет физического воспитания Кировского педагогического института. На протяжении 10 лет тренировал юных футболистов кировского «Динамо».
С 1980 г. работал тренером по хоккею с мячом и футболу в детско-юношеской школе кировской «Родины». В числе его воспитанников призеры чемпионатов России Игорь Лопухин, Андрей Макуненков, Эдуард Патрушев, в юношеские сборные России привлекались подготовленные им Роман Бояринцев, Алексей Кочкин, Павел Курочкин, Руслан Малков, Андрей Хлюпин. Его подопечные становились вторыми призёрами чемпионата СССР среди юношей в 1987 г., чемпионатов России среди юношей 1997, 1998 и 2004 годов.
В последние годы возглавлял тренерский совет Кировской федерации хоккея с мячом, работал старшим тренером-преподавателем ДЮСШ «Родины».
Похоронен на Новомакарьевской кладбище города Кирова.

## Награды и звания
Заслуженный тренер России (1996). Был удостоен почетного знака Федерации хоккея с мячом России «За заслуги в развитии хоккея с мячом в России».